# 1997年度香港四台冠軍歌曲列表
1997年度香港四台冠軍歌列表列舉1997年間，於香港四大電子傳媒機構之流行音樂流行榜冠軍歌曲。

## 流行榜
所統計之四大電子傳媒機構流行榜包括：
| 機構                         | 頻道                         | 流行榜         |
| 商業電台                     | 叱咤903                      | 903專業推介    |
| 香港電台                     | 香港電台第二台               | 中文歌曲龍虎榜 |
| 新城電台                     | 新城997                      | 新城勁爆流行榜 |
| 電視廣播有限公司（無綫電視） | 電視廣播有限公司（無綫電視） | 勁歌金榜       |

## 列表

### 第一季
| 週數 | 雷霆歌曲播放指數（881）             | 903專業推介（903）                   | 中文歌曲龍虎榜（RTHK）             | 新城勁爆流行榜（997）       | 勁歌金榜（TVB）               |
| ---- | ----------------------------------- | ------------------------------------ | ---------------------------------- | --------------------------- | ----------------------------- |
| 1    | 感應 歌手：黎 明                    | 紀念日 歌手：陳慧琳、Dry             | 不老的傳說 歌手：张学友            | 夜風鈴 歌手：彭 羚          | 默契 歌手：鄭秀文             |
| 2    | 感應（2週冠軍） 歌手：黎 明         | 感應 歌手：黎 明                     | 不老的傳說（2週冠軍） 歌手：张学友 | 不老的傳說 歌手：张学友     | 不老的傳說 歌手：张学友       |
| 3    | 國王的新歌 歌手：郭富城             | 相思無用 歌手：鄭中基                | 非常幸會 歌手：李蕙敏              | 默契 歌手：鄭秀文           | 感應 歌手：黎 明              |
| 4    | 完美的一天 歌手：古巨基             | 抱著你的日子 歌手：彭 羚             | 感應 歌手：黎 明                   | 像我這樣的男人 歌手：周華健 | 鐵了心愛你 歌手：劉德華       |
| 5    | 愛是永恆 歌手：张学友               | 抱著你的日子 （2週冠軍） 歌手：彭 羚 | 鐵了心愛你 歌手：劉德華            | 國王的新歌 歌手：郭富城     | 相思無用 歌手：鄭中基         |
| 6    | 完美的一天 （2週冠軍） 歌手：古巨基 | 完美的一天 歌手：古巨基              | Lonely Lonely 歌手：譚詠麟         | Lonely Lonely 歌手：譚詠麟  | Lonely Lonely 歌手：譚詠麟    |
| 7    | 愛是永恆 （2週冠軍） 歌手：张学友   | 愛是永恆 歌手：张学友                | 國王的新歌 歌手：郭富城            | 完美的一天 歌手：古巨基     | 國王的新歌 歌手：郭富城       |
| 8    | 二人世界 歌手：草 蜢                | 二人世界 歌手：草 蜢                 | 愛是永恆 歌手：张学友              | 愛是永恆 歌手：张学友       | 愛是永恆 歌手：张学友         |
| 9    | 約定 歌手：王 菲                    | 有我必須有你 歌手：Dry               | 抱著你的日子 歌手：彭 羚           | 抱著你的日子 歌手：彭 羚    | 完美的一天 歌手：古巨基       |
| 10   | 約定 （2週冠軍） 歌手：王 菲        | 約定 歌手：王 菲                     | 角度 歌手：梁漢文                  | 終於可結束 歌手：趙學而     | 抱著你的日子 歌手：彭 羚      |
| 11   | 我也喜歡你 歌手：張智霖             | 我也喜歡你 歌手：張智霖              | 談情說愛 歌手：鄭秀文、葉蒨文      | 開放 歌手：黎 明            | 角度 歌手：梁漢文             |
| 12   | 我對門匙說 歌手：古巨基             | 我對門匙說 歌手：古巨基              | 我也喜歡你 歌手：張智霖            | 不想傷心多一次 歌手：楊采妮 | 談情說愛 歌手：鄭秀文、葉蒨文 |
| 13   | 怎麼捨得你 歌手：张学友             | 怎麼捨得你 歌手：张学友              | 抱緊眼前人 歌手：梅艷芳            | 分享愛 歌手：郭富城         | 我也喜歡你 歌手：張智霖       |

### 第二季
| 週數 | 雷霆歌曲播放指數（881）               | 903專業推介（903）                  | 中文歌曲龍虎榜（RTHK）      | 新城勁爆流行榜（997）                 | 勁歌金榜（TVB）             |
| ---- | ------------------------------------- | ----------------------------------- | --------------------------- | ------------------------------------- | --------------------------- |
| 14   | 怎麼捨得你 （2週冠軍） 歌手：张学友   | 怎麼捨得你 （2週冠軍） 歌手：张学友 | 中國人 歌手：劉德華         | 我也喜歡你 歌手：張智霖               | 抱緊眼前人 歌手：梅艷芳     |
| 15   | 預備 歌手：Beyond                     | 的士夠格 歌手：林海峰               | 分享愛 歌手：郭富城         | 中國人 歌手：劉德華                   | 中國人 歌手：劉德華         |
| 16   | 只要為我愛一天 歌手：黎 明            | 預備 歌手：Beyond                   | 怎麼捨得你 歌手：张学友     | 抱緊眼前人 歌手：梅艷芳               | 怎麼捨得你 歌手：张学友     |
| 17   | 只要為我愛一天（2週冠軍） 歌手：黎 明 | 望愛 歌手：吳倩蓮                   | 明知故犯 歌手：許美靜       | 只要為我愛一天 歌手：黎 明            | 分享愛 歌手：郭富城         |
| 18   | 只要為我愛一天（3週冠軍） 歌手：黎 明 | 只要為我愛一天 歌手：黎 明          | 只要為我愛一天 歌手：黎 明  | 只要為我愛一天（2週冠軍） 歌手：黎 明 | 望愛 歌手：吳倩蓮           |
| 19   | 明知故犯 歌手：許美靜                 | 明知故犯 歌手：許美靜               | 痴痴為你等 歌手：鄭秀文     | 明知故犯 歌手：許美靜                 | 只要為我愛一天 歌手：黎 明  |
| 20   | 為何帶他走 歌手：劉德華               | 友情歲月 歌手：黃耀明               | 飛 歌手：孫耀威             | 為何帶他走 歌手：劉德華               | 痴痴為你等 歌手：鄭秀文     |
| 21   | 友情歲月 歌手：黃耀明                 | 友情歲月 （2週冠軍） 歌手：黃耀明   | 為何帶他走 歌手：劉德華     | 痴痴為你等 歌手：鄭秀文               | 為何帶他走 歌手：劉德華     |
| 22   | 星夢情真 歌手：陳慧琳                 | 壞習慣 歌手：謝霆鋒                 | 人若然忘記了愛 歌手：鄭中基 | 人若然忘記了愛 歌手：鄭中基           | 人若然忘記了愛 歌手：鄭中基 |
| 23   | 有效日期 歌手：郭富城                 | 有效日期 歌手：郭富城               | 傾城 歌手：許美靜           | 有效日期 歌手：郭富城                 | 遲婚的女人 歌手：李蕙敏     |
| 24   | 星夢情真（2週冠軍） 歌手：陳慧琳      | 星夢情真 歌手：陳慧琳               | 有效日期 歌手：郭富城       | 世界之最 歌手：黎 明                  | 世界之最 歌手：黎 明        |
| 25   | 我有我天地 歌手：彭 羚                | 我有我天地 歌手：彭 羚              | 壞習慣 歌手：謝霆鋒         | 壞習慣 歌手：謝霆鋒                   | 有效日期 歌手：郭富城       |
| 26   | 誰可情深如我 歌手：鄭伊健             | 誰可情深如我 歌手：鄭伊健           | 非男非女 歌手：鄭秀文       | 一天一天 歌手：梁詠琪                 | 壞習慣 歌手：謝霆鋒         |

### 第三季
| 週數 | 雷霆歌曲播放指數（881）                | 903專業推介（903）                    | 中文歌曲龍虎榜（RTHK）              | 新城勁爆流行榜（997）      | 勁歌金榜（TVB）            |
| ---- | -------------------------------------- | ------------------------------------- | ----------------------------------- | -------------------------- | -------------------------- |
| 27   | 愛的呼喚 歌手：郭富城                  | 剎那天地 歌手：David Bowie            | 星夢情真 歌手：陳慧琳               | 星夢情真 歌手：陳慧琳      | 我有我天地 歌手：彭 羚     |
| 28   | 歡樂今宵 歌手：古巨基                  | 歡樂今宵 歌手：古巨基                 | 我有我天地 歌手：彭 羚              | 我有我天地 歌手：彭 羚     | 星夢情真 歌手：陳慧琳      |
| 29   | 愛的呼喚（2週冠軍） 歌手：郭富城       | 愛的呼喚 歌手：郭富城                 | 心理遊戲 歌手：陳曉東               | 非男非女 歌手：鄭秀文      | 非男非女 歌手：鄭秀文      |
| 30   | 我的天 我的歌 歌手：許志安             | 我的天 我的歌 歌手：許志安            | 愛的呼喚 歌手：郭富城               | 心理遊戲 歌手：陳曉東      | 心理遊戲 歌手：陳曉東      |
| 31   | 我們的主題曲 歌手：鄭秀文              | 我們的主題曲 歌手：鄭秀文             | 幾分傷心幾分痴 歌手：譚詠麟         | 誰可情深如我 歌手：鄭伊健  | 愛的呼喚 歌手：郭富城      |
| 32   | 我們的主題曲（2週冠軍） 歌手：鄭秀文   | 誰命我名字（給流浪狗主） 歌手：Beyond | 歡樂今宵 歌手：古巨基               | 歡樂今宵 歌手：古巨基      | 歡樂今宵 歌手：古巨基      |
| 33   | 好朋友 歌手：梁漢文                    | 好朋友 歌手：梁漢文                   | 我們的主題曲 歌手：鄭秀文           | 愛的呼喚 歌手：郭富城      | 我的天 我的歌 歌手：許志安 |
| 34   | 友共情 歌手：古巨基                    | 好朋友（2週冠軍） 歌手：梁漢文        | 我的天 我的歌 歌手：許志安          | 我的天 我的歌 歌手：許志安 | 我們的主題曲 歌手：鄭秀文  |
| 35   | 友共情（2週冠軍） 歌手：古巨基         | 與我常在 歌手：陳奕迅                 | 好氣連祥 歌手：林子祥               | 我們的主題曲 歌手：鄭秀文  | 再見二丁目 歌手：楊千嬅    |
| 36   | 與我常在 歌手：陳奕迅                  | 如果沒有妳在身邊的時候 歌手：鄭中基   | 好朋友 歌手：梁漢文                 | 好朋友 歌手：梁漢文        | 好氣連祥 歌手：林子祥      |
| 37   | 甘心 歌手：劉德華                      | 你快樂（所以我快樂） 歌手：王 菲      | 只因有著你 歌手：彭 羚              | 友共情 歌手：古巨基        | 好朋友 歌手：梁漢文        |
| 38   | 想和你去吹吹風 歌手：张学友            | 星河感覺 歌手：許志安                 | 如果沒有妳在身邊的時候 歌手：鄭中基 | 與我常在 歌手：陳奕迅      | 只因有着你 歌手：彭 羚     |
| 39   | 想和你去吹吹風（2週冠軍） 歌手：张学友 | 想和你去吹吹風 歌手：张学友           | 甘心 歌手：劉德華                   | 甘心 歌手：劉德華          | 甘心 歌手：劉德華          |

### 第四季
| 週數 | 雷霆歌曲播放指數（881）                | 903專業推介（903）            | 中文歌曲龍虎榜（RTHK）            | 新城勁爆流行榜（997）            | 勁歌金榜（TVB）                   |
| ---- | -------------------------------------- | ----------------------------- | --------------------------------- | -------------------------------- | --------------------------------- |
| 40   | 想和你去吹吹風（3週冠軍） 歌手：张学友 | 斷了氣 歌手：梁漢文           | 想和你去吹吹風 歌手：张学友       | 想和你去吹吹風 歌手：张学友      | 想和你去吹吹風 歌手：张学友       |
| 41   | 想和你去吹吹風（4週冠軍） 歌手：张学友 | 風月寶鑑 歌手：黃耀明         | 你快樂（所以我快樂） 歌手：王 菲  | 留低鎖匙 歌手：許茹芸            | 你快樂（所以我快樂） 歌手：王 菲  |
| 42   | 世界由你我開始 歌手：周華健            | 三天兩夜 歌手：张学友         | 留低鎖匙 歌手：許茹芸             | 你快樂（所以我快樂） 歌手：王 菲 | 留低鎖匙 歌手：許茹芸             |
| 43   | 等了又等 歌手：陳潔儀                  | 我也不想這樣 歌手：王 菲      | 等了又等 歌手：陳潔儀             | 星河感覺 歌手：許志安            | 無處不在 歌手：鄭伊健             |
| 44   | 100樣可能 歌手：黎 明                  | 100樣可能 歌手：黎 明         | 星「秀」傳說 歌手：鄭秀文         | 100樣可能 歌手：黎 明            | 星河感覺 歌手：許志安             |
| 45   | 100樣可能（2週冠軍） 歌手：黎 明       | Love Yourself 歌手：莫文蔚    | 三天兩夜 歌手：张学友             | 星「秀」傳說 歌手：鄭秀文        | 等了又等 歌手：陳潔儀             |
| 46   | 等等 歌手：草 蜢                       | 一走了之 歌手：許志安         | 100樣可能 歌手：黎 明             | 三天兩夜 歌手：张学友            | 三天兩夜 歌手：张学友             |
| 47   | 忘了時間的鐘 歌手：古巨基              | 忘了時間的鐘 歌手：古巨基     | 我也不想這樣 歌手：王 菲          | 真生命 歌手：劉德華              | 100樣可能 歌手：黎 明             |
| 48   | 忘了時間的鐘（2週冠軍） 歌手：古巨基   | 回家（給黃土地） 歌手：Beyond | 花與琴的流星 歌手：张学友、陳嘉露 | 女人緣 歌手：周華健              | 星「秀」傳說 歌手：鄭秀文         |
| 49   | 親密關係 歌手：鄭秀文                  | 親密關係 歌手：鄭秀文         | 22098全城效應 歌手：鄭伊健        | 我要看齣戲 歌手：陳慧琳          | 我也不想這樣 歌手：王 菲          |
| 50   | 戰場上的快樂聖誕 歌手：郭富城          | 戰場上的快樂聖誕 歌手：郭富城 | 妳令愛了不起 歌手：黎 明          | 22098全城效應 歌手：鄭伊健       | 花與琴的流星 歌手：张学友、陳嘉露 |
| 51   | 妳令愛了不起 歌手：黎 明               | 無聲仿有聲 歌手：謝霆鋒       | 親密關係 歌手：鄭秀文             | 戰場上的快樂聖誕 歌手：郭富城    | 妳令愛了不起 歌手：黎 明          |
| 52   | 霧 歌手：Beyond                        | 霧 歌手：Beyond               | 人間 歌手：王 菲                  | 心的接觸 歌手：陳曉東            | 親密關係 歌手：鄭秀文             |

### 四台冠軍歌曲（不包括雷霆歌曲播放指數流行榜）
| #  | 歌曲               | 主唱   | 作曲         | 填詞        | 編曲             | 監製               | 收錄唱片            | 唱片公司   |
| -- | ------------------ | ------ | ------------ | ----------- | ---------------- | ------------------ | ------------------- | ---------- |
| #  | 不老的傳說         | 張學友 | Dick Lee     | 古倩敏      | Sydney Tan       | 歐丁玉             | 《不老的傳說》      | 寶麗金唱片 |
| #  | 感應               | 黎 明  | 雷頌德       | 陳少琪      | 雷頌德           | 雷頌德             | 《感應 (黎明專輯)》 | 寶麗金唱片 |
| 1  | 抱着你的日子       | 彭 羚  | 梁偉豐       | 黃偉文      |                  | 杜自持             | 《抱着你的日子》    | 百代唱片   |
| 2  | 愛是永恆           | 张学友 | Dick Lee     | 林振強      | Sydney Tan       | 歐丁玉             | 《雪狼湖》          | 寶麗金唱片 |
| 3  | 我也喜歡你         | 張智霖 | 林慕德       | 李 敏       | 林慕德           |                    | 《我也喜歡你》      | 百代唱片   |
| 4  | 只要為我愛一天     | 黎 明  | 雷頌德       | 林 夕       | 雷頌德           | 雷頌德             | 《IF (黎明專輯)》   | 寶麗金唱片 |
| 5  | 有效日期           | 郭富城 | 譚國政       | 林 夕       | 譚國政           | 譚國政 小美 郭富城 | 《愛的呼喚》        | 華納唱片   |
| 6  | 壞習慣             | 謝霆鋒 | Cooper Smith | 李 敏       | Tommy Mandell    | Jeff Kawalek       | 《My Attitude》     | 飛圖唱片   |
| 7  | 星夢情真           | 陳慧琳 | 雷頌德       | 黃偉文      | 雷頌德           | 雷頌德             | 《星夢情真》        | 正東唱片   |
| 8  | 我有我天地         | 彭 羚  | 陳輝陽       | 張美賢      | 陳輝陽 倫永亮    | 倫永亮 彭羚        | 《我有我天地》      | 百代唱片   |
| 9  | 歡樂今宵           | 古巨基 | 黃丹儀       | 黃偉文      | 黃丹儀           | 陳德建 張佳添      | 《歡樂今宵 (專輯)》 | 藝能動音   |
| 10 | 愛的呼喚           | 郭富城 | 譚國政       | 小美        | 譚國政           |                    | 《愛的呼喚》        | 華納唱片   |
| 11 | 我們的主題曲       | 鄭秀文 | 吳國敬       | 黃偉文      | 鄧建明 Davy Chan | 史丹利             | 《我們的主題曲》    | 華納唱片   |
| 12 | 我的天 我的歌      | 許志安 | 雷頌德       | 林夕 郭啟華 | 雷頌德           | 雷頌德             | 《我的天我的歌》    | 正東唱片   |
| 13 | 好朋友             | 梁漢文 | 伍樂城       | 林夕        | 伍樂城           | 趙增熹             | 《好朋友》          | 華星唱片   |
| 14 | 想和你去吹吹風     | 張學友 | 葉良俊       | 娃娃        | 吳慶隆           | 歐丁玉 林明陽      | 《想和你去吹吹風》  | 寶麗金唱片 |
| 15 | 你快樂(所以我快樂) | 王 菲  | 張亞東       | 林夕        | 張亞東           | 梁榮駿             | 《王菲》            | 百代唱片   |
| 16 | 三天兩夜           | 张学友 | 葉良俊       | 許常德      | 吳慶隆           | 歐丁玉 林明陽      | 《想和你去吹吹風》  | 寶麗金唱片 |
| 17 | 100樣可能          | 黎 明  | 劉諾生       | 周耀輝      | 劉東華           | 葉廣權             | 《Leon's...》       | 寶麗金唱片 |
| 18 | 親密關係           | 鄭秀文 | 吳國敬       | 黃偉文      | 黃尚偉           | 黃尚偉 史丹利      | 《生活語言》        | 華納唱片   |

# 跨年度四台共同冠軍作品，參照：1996年度香港四台冠軍歌曲列表 及 1998年度香港四台冠軍歌曲列表。